# Bert Demarco
Luigi Umberto „Bert“ Demarco (* 9. Juni 1924 in Edinburgh; † 17. März 2012 ebenda) war ein schottischer Snooker- und English-Billiards-Spieler, Billardfunktionär und -trainer sowie Unternehmer. Zwischen 1981 und 1994 war er für dreizehn Saisons Profispieler auf der Snooker-Profitour. Der mindestens zweifache Sieger der schottischen Amateur-Meisterschaft erreichte während dieser Zeit sieben Mal ein Viertelfinale, insbesondere bei der Scottish Professional Championship, und Rang 92 der Snookerweltrangliste.

## Karriere
Luigi Umberto Demarco, genannt „Bert“, wurde als Enkel eines italienischen Einwanderers und Sohn des Eiswagen-Besitzers und späteren Café-Inhabers Umberto Luigi Demarco 1924 in Edinburgh geboren. Er, der zumindest eine Schwester hatte, besuchte die Holy Cross Academy am Hafen von Edinburgh, während er an den Tagen, an denen das Café seines Vaters geschlossen war, am dortigen Snookertisch trainierte. Demarco selbst erzählte später davon, dass er das Snookerspiel während eines Urlaubs bei Cousins in Brechin erlernt habe. Während des Zweiten Weltkriegs, als das Café seines Vaters geplündert und dieser kurzzeitig verhaftet wurde, war Demarco Freiwilliger in der Royal Air Force und diente zwischen 1942 und 1946 in Afrika, Italien und Palästina als Mechaniker, Fahrer und Übersetzer. Nach seiner Rückkehr heiratete er 1947 Mario Paoli, mit der er drei Söhne bekam. Zu dieser Zeit gehörte er bereits zu den besten schottischen Spielern.

### Amateurkarriere in Schottland
Demarco nahm mit 25 Jahren Anfang 1950 erstmals an der schottischen Meisterschaft teil und kam bis ins Halbfinale, in dem er allerdings gegen Bob McKendrick verlor. Fünf Jahre später erreichte er schließlich das Finale des Turnieres, das er mit 6:2 gegen Peter Spence für sich entscheiden konnte. Anschließend zog er auch bei der Scottish Open Championship ins Finale ein, unterlag aber Willie Barry. Noch im selben Jahr konnte er aber erneut das Finale des Turnieres erreichen und sicherte sich nun mit einem Sieg über D. Miller den Sieg, bevor er 1957 bereits im Achtelfinale ausschied. 1960 erreichte er aber erneut das Finale, auch wenn er Eddie Sinclair unterlag. Nach einer anschließenden Viertelfinalniederlage gegen A. Miller bei der schottischen Meisterschaft erreichte er bei dieser 1961 erneut das Finale, in dem er sich aber John Phillips geschlagen geben musste, ehe er 1962 an selber Stelle gegen Andy Kennedy verlor. Allerdings gewann er im selben Jahr das Endspiel der Scottish Open Championship gegen Tommy Paul. In den folgenden Jahren erreichte er bei zwei Ausgaben der schottischen Meisterschaft und einer Scottish Open Championship jeweils das Halbfinale, ohne den Finaleinzug zu schaffen. Erst 1965 erreichte er bei der schottischen Meisterschaft wieder ein Finale, in dem er mithilfe eines klaren 6:1-Sieges über Peter Spence seinen zweiten schottischen Meistertitel gewann. Infolgedessen durfte er im Jahr 1966 an der zweiten Ausgabe der Amateurweltmeisterschaft teilnehmen. Bei diesem Turnier, das in Form eines Rundenturniers stattfand, belegte er allerdings mit nur einem Sieg den vierten von fünf Plätzen der Abschlusstabelle. Einer der Teilnehmer, der spätere Profi-Weltmeister John Spencer, wurde für Demarco zu einem engen Freund.
1966, 1968 und 1970 erreichte Demarco jeweils das Finale der schottischen English-Billiards-Meisterschaft, konnte aber nie gewinnen. Je nach Quelle hat er im selben Zeitraum auch mehrfach das Endspiel der Snooker-Meisterschaft erreicht, ob er allerdings 1966 den Titel gewonnen hat und 1967 das Finale verloren hat, ist allerdings von Quelle zu Quelle unterschiedlich angegeben. Mangels anderer Quellen gibt es zu einer Finalteilnahme 1969 keine widersprüchlichen Angaben. 1970 nahm er jedenfalls an der Amateurweltmeisterschaft teil, schied aber trotz zweier Siege erneut in der Gruppenphase aus. 1972 erreichte er bei allen drei wichtigen schottischen Turnieren das Finale und bestritt dieses stets gegen David Sneddon: Während Demarco bei der English-Billiards-Meisterschaft siegte, gewann bei beiden Snookerturnieren Sneddon. Laut einem Nachruf im Scotsman gewann er die schottische English-Billiards-Meisterschaft insgesamt vier Mal, zugleich sei er auch siebenmaliger Sieger der Snooker-Meisterschaft von Ost-Schottland. Infolgedessen konnte er noch im selben Jahr erneut an der Amateurweltmeisterschaft teilnehmen, wo er diesmal in den Play-Offs ausschied. 1975 unterlag Demarco John Phillips im Halbfinale der schottischen Meisterschaft, bevor er 1976 an gleicher Stelle gegen David Sneddon verlor. Im selben Jahr nahm er wieder an der Amateurweltmeisterschaft, doch für Demarco war wieder in der Gruppenphase Schluss. Aus den folgenden Jahren sind keine Ergebnisse Demarcos mehr bekannt; 1981 wurde er jedoch Profispieler.

### Profizeit
Bereits Mitte 1981 nahm Demarco erstmals an einem professionellen Turnier teil; bei der Scottish Professional Championship verlor er im Viertelfinale sein Auftaktspiel gegen Matt Gibson. In den ersten drei Profisaison verlor Demarco ebenfalls recht häufig und kam so nie in eine Hauptrunde eines Ranglistenturnieres, weshalb er auf der Weltrangliste weiterhin als ungesetzter Spieler keine feste Position zugewiesen bekommen hatte. Erst als er während der Saison 1984/85 beim Grand Prix wegen der kampflosen Aufgabe Patsy Fagans eine Hauptrunde erreicht hatte, platzierte er sich auf der Weltrangliste und war nun auf Platz 92 zu finden. Dennoch setzte sich in den nächsten beiden Saisons Demarcos Form mit zahlreichen Niederlagen fort, ohne eine Hauptrunde zu erreichen, gewann er lediglich beim Classic 1986 ein Qualifikationsspiel gegen den Inder Omprakesh Agrawal. Abgerutscht auf Rang 120, reduzierte er mit der Saison 1987/88 seine Turnierteilnahmen deutlich; während dieser Saison nahm er nur an zwei Turnieren teil, konnte aber auch bei einem der Turniere, der Scottish Professional Championship, einen 6:0-Erfolg über Eddie McLaughlin feiern, bevor er selbst mit 0:6 ausschied, sein Gegner war der aufstrebende Stephen Hendry. In den nächsten drei Spielzeiten gewann er bei ungefähr gleichbleibender Turnieranzahl erneut kein einziges Spiel, bevor er in den nächsten beiden Saisons zwar wieder an deutlich mehr Turnieren teilnahm, aber jeweils lediglich ein Spiel gewinnen konnte und somit stets in der Qualifikation ausschied. Mittlerweile nur noch auf Rang 279 gelistet, bestritt er keine weiteren Profispiele mehr und verlor 1994 nach dreizehn Profisaisons seinen Profistatus.
Derweil hatte sich Demarco auch als Unternehmer betätigt. Hatte er früher noch als Taxifahrer oder als Inhaber von Wettbüros sein Geld verdient, eröffnete er 1975 den Angel Club in Morningside, eine Snookerhalle. Durch den Erfolg der Halle expandierte Demarco zunächst nach Edinburgh, wo er zwei weitere Clubs wie zum Beispiel das Marco’s Leisure Centre eröffnete, und später nach Glasgow, Livingston und Fort William sowie innerhalb Edinburghs mit einem weiteren Geschäft in der Edinburgher Corn Exchange. Darüber hinaus war als Turnierorganisator und Schiedsrichter, aber auch als Billardtrainer tätig, wobei er unter anderem Stephen Hendry coachte. In seiner Rolle als Turnierorganisator begründete er die Scottish Professional Championship. Des Weiteren gründete er den schottischen Verband, die Scottish Professional Snooker Association, und war etwa 25 Jahre lang Ehrenvorsitzender der East of Scotland Snooker Association. Infolge eines Schlaganfalls starb Demarco am 17. März 2012 in Edinburgh im Royal Infirmary of Edinburgh im Alter von 87 Jahren. Nach seinem Tod wurde die von ihm gegründete Snookerhalle in der Edinburgher Corn Exchange in The Bert Demarco Matchroom umbenannt.

## Spielweise
Das „Naturtalent“ Demarco konnte eine gute Technik im Einsatz des Queues vorweisen.

## Erfolge
| Ausgang                              | Jahr | Turnier                                     | Finalgegner    | Ergebnis  |
| ------------------------------------ | ---- | ------------------------------------------- | -------------- | --------- |
| Amateurturniere im Snooker           |      |                                             |                |           |
| Sieger                               | 1955 | Schottische Snooker-Meisterschaft           | Peter Spence   | 6:2       |
| Zweiter                              | 1955 | Scottish Open Championship                  | Willie Barry   | 4:6       |
| Sieger                               | 1955 | Scottish Open Championship                  | D. Miller      | 6:3       |
| Zweiter                              | 1960 | Scottish Open Championship                  | Eddie Sinclair | 4:6       |
| Zweiter                              | 1961 | Schottische Snooker-Meisterschaft           | John Phillips  | 5:6       |
| Zweiter                              | 1962 | Schottische Snooker-Meisterschaft           | Andy Kennedy   | 1:6       |
| Sieger                               | 1962 | Scottish Open Championship                  | Tommy Paul     | unbekannt |
| Sieger                               | 1965 | Schottische Snooker-Meisterschaft           | Peter Spence   | 6:1       |
| Sieger (umstritten)                  | 1966 | Schottische Snooker-Meisterschaft           | Peter Spence   | unbekannt |
| Zweiter (umstritten)                 | 1967 | Schottische Snooker-Meisterschaft           | Eddie Sinclair | unbekannt |
| Zweiter                              | 1969 | Schottische Snooker-Meisterschaft           | Andy Kennedy   | unbekannt |
| Zweiter                              | 1972 | Scottish Open Championship                  | David Sneddon  | 4:6       |
| Zweiter                              | 1972 | Schottische Snooker-Meisterschaft           | David Sneddon  | 5:6       |
| Amateurturniere im English Billiards |      |                                             |                |           |
| Zweiter                              | 1966 | Schottische English-Billiards-Meisterschaft | Walter Ramage  | unbekannt |
| Zweiter                              | 1968 | Schottische English-Billiards-Meisterschaft | Andy Kennedy   | unbekannt |
| Zweiter                              | 1970 | Schottische English-Billiards-Meisterschaft | David Sneddon  | unbekannt |
| Sieger                               | 1972 | Schottische English-Billiards-Meisterschaft | David Sneddon  | unbekannt |